# Frisette
 (janvier 2025).
Si vous disposez d'ouvrages ou d'articles de référence ou si vous connaissez des sites web de qualité traitant du thème abordé ici, merci de compléter l'article en donnant les références utiles à sa vérifiabilité et en les liant à la section « Notes et références ».
Frisette est un vaudeville en 1 acte d'Eugène Labiche, représenté pour la 1re fois à Paris au Théâtre du Palais-Royal le 28 avril 1846.
Collaborateur Auguste Lefranc. Editions Michel Lévy frères.
Le nom de cette pièce de théâtre ne doit pas être confondu avec celui désignant des toiles de laine : les frisettes.

## Distribution
| Acteurs et actrices ayant créé les rôles |                   |
| Personnage                               | Acteur ou actrice |
| Gaudrion, garçon boulanger               | Luguet            |
| Frisette, ouvrière en dentelles          | Mme Freneix       |
| Mme Ménachet, portière                   | Mme Moutin        |
| La voix de Barbaroux                     | M. Meunier        |